# Хедсон, Мэтью
Мэтью Хедсон (англ. Mathieu Hedson; род. 14 июля 1981) — сейшельский шоссейный велогонщик.

## Карьера
Многократный чемпион и призёр чемпионата Сейшельских Островов в групповой гонке
Принимал участие на Играх Содружества, Всеафриканских играх, Играх островов Индийского океана, чемпионате мира, чемпионате мира "В" и чемпионате Африки.
Наибольшего успеха на международной арене добился в 2003 году когда занял третье место в индивидуальной гонке на Всеафриканских играх. Помимо этого завоевал сразу несколько медалей на Играх островов Индийского океана — золото в индивидуальной и бронза в командной гонках в 2003 году, золото в индивидуальной гонке 2007 года, две бронзы в групповой и индивидуальной гонке 2011.

## Достижения
1997
 Чемпионат Сейшел — групповая гонка
1998
 Чемпионат Сейшел — групповая гонка
1999
 Чемпионат Сейшел — групповая гонка
2000
 Чемпионат Сейшел — групповая гонка
2001
 Чемпионат Сейшел — групповая гонка
2002
 Чемпионат Сейшел — групповая гонка
2003
 Чемпионат Сейшел — групповая гонка
 Игры островов Индийского океана — индивидуальная гонка
 Игры островов Индийского океана — командная гонка
 Всеафриканские игры — индивидуальная гонка
2004
 Чемпионат Сейшел — групповая гонка
1-й и 6-й этап на Тур Сейшел
2005
 Чемпионат Сейшел — групповая гонка
Тур Сейшел
Генеральная классификация
1-й этап
2006
 Чемпионат Сейшел — групповая гонка
April Tour
Генеральная классификация
1-й и 2-й этап
Тур Сейшел
3-й в генеральной классификации
3-й и 5-й этап
2007
 Чемпионат Сейшел — групповая гонка
 Игры островов Индийского океана — индивидуальная гонка
2009
3-й Чемпионат Сейшел — групповая гонка
2010
3-й на Mid-Year Tour
3-й Чемпионат Сейшел — групповая гонка
Тур Сейшел
2-й в генеральной классификации
2-й и 6-й этап
Labour Tour
4-й в генеральной классификации
4-й этап
2011
 Игры островов Индийского океана — групповая гонка
 Игры островов Индийского океана — индивидуальная гонка